# جعبر شرقي (الرقة)
جعبر شرقي قرية سورية تتبع ناحية الجرنية في منطقة الثورة في محافظة الرقة. بلغ عدد سكانها 1180 نسمة في عام 2004 حسب إحصاء المكتب المركزي للإحصاء.